# 無言の変革
『無言の変革』（むごんのへんかく）は、信国康博によって作曲されたとされる吹奏楽曲の総称である。その全容は必ずしも明らかになっていない部分が多いが、1980年代のアマチュア吹奏楽に関心を持つ人の間では、しばしば話題になる。この記事では、明らかになっている範囲での情報を記す。

## 概要
1981年の全日本吹奏楽コンクールにて、埼玉県川口市立川口高等学校吹奏楽部が、『吹奏楽の為の「無言の変革」より 問い』と題された作品を演奏した。作曲者は信国康博であるが、信国は同時に、この部の指導者・指揮者であった。
翌1982年、同じく全日本吹奏楽コンクールにて同じ団体が『吹奏楽の為の「無言の変革」より そこに人の影はなかった』と題された作品を演奏した。作曲者は同じく信国康博であった。
広く知られている事実は以上であるとともに、コンクールでの演奏録音がLP・CD・ダウンロード販売などを通じて、現在に至るまで広く聴かれている。前者については、ビデオマガジン『Winds』にて映像が収録されたこともある（後述「資料」）。
上記の事実から、『吹奏楽の為の「無言の変革」』なる楽曲が、例えば組曲形式として存在しているとの推測は可能だが、それについては明らかではない。組曲などが存在するか、他の楽章が存在するか、複数楽章同時に演奏すべき楽曲なのかどうか、なども公式には明らかにされていない。曲名の意味・背景も、公には明らかにされていない。出版についても不明である。
なお、『吹奏楽の為の「無言の変革」より そこに人の影はなかった』については、楽団が限定発売したCDに、1983年に世界青少年音楽祭で演奏された別バージョンが収録されている（後述「資料」）。

## 作曲者について
作曲者とされる信国康博は、埼玉県川口市立川口高等学校吹奏楽部の指導者であった。信国は、アマチュア吹奏楽の指揮者・指導者として多くの活躍を残しており、各方面からの受賞歴も持つが、作曲家としてのプロフィールは明らかにされていない。
ただし、演奏した生徒が吹奏楽雑誌やレコードジャケットのために寄稿した文章からは、生徒たちが創作しあった部分が存在することも伺わせていた。

## 背景・評価
吹奏楽コンクールの自由曲に、指揮者自らの未発表作品が演奏されるというのは、当時大変珍しい試みであった（今でも状況は変わらない）。同時に、多数の打楽器を用いた派手な楽曲・演奏でもあり、話題になった。
前述ビデオマガジン「Winds」では、このときの演奏映像が紹介されると共に、これを生で聴いたというコメンテイターが、客席の雰囲気を交えて肯定的に感想を述べている。
ただし、専門家からの評は辛口なものも含まれていた。『バンドジャーナル』誌にも「良い響きで始まったが、最後は平凡に終わり、尻切れの印象を受けた」「音楽を音響のデモンストレーションとしか捉えていない」などの評が掲載された。

## 楽曲概要
以下全て、残された録音に沿った説明である。

### 吹奏楽の為の「無言の変革」より 問い
打楽器の乱打・ミステリアスな不協和音から、いくつかのセクションによるカデンツァを経て、最後はバンド全体のコラールで終止する。途中、多数の法螺貝の響きが加わる。

### 吹奏楽の為の「無言の変革」より そこに人の影はなかった
- 1982年の全日本吹奏楽コンクール録音に沿った説明

　打楽器の衝撃音・ミステリアスで冷たい響きから、エレジー風の旋律が生まれる。その後、ファンファーレ、喧噪が続き、静かに収まったところで、カリヨンベルが大音量で鳴り響き、曲が閉じる。
- 世界青少年音楽祭録音に沿った説明

　前記コンクール版とほぼ同一に楽曲が進行するが、カリヨンベルが大音量で鳴り響いたあと、静かなコーダを経て、曲が閉じる。また途中、多数の法螺貝の響きが加わる点も、コンクール版と相違している。

## 資料
- 吹奏楽のためのビデオマガジン『Winds』129「永久保存版・20世紀の伝説」（2000年2月)
- CD「響華Ⅱ 全日本吹奏楽コンクール創奏の軌跡 川口市立川口高等学校吹奏楽部」（BrainMusic OSBR2315-2316）